# 4-甲基溴苄
4-甲基溴苄是一种有机化合物，化学式为C8H9Br。它可由4-甲基苯甲醇和三甲基溴硅烷在室温反应得到，溴化试剂也可以选用三溴化磷或六溴丙酮。它和叠氮化钠在二甲基亚砜中反应，可以得到4-甲基叠氮化苄；和苯甲酸在碳酸铯存在下于乙腈中反应，得到苯甲酸-4-甲基苯甲酯。